# Deathcare
DeathCare Embalmingteam Germany e.V ist eine deutsche Hilfsorganisation, in der sich über 70 selbstständige deutsche Bestatter, Thanatologen, Ärzte, Forensiker und Psychologen ehrenamtlich engagieren. Der gemeinnützige Verein wurde mit dem Ziel gegründet, weltweit in Katastrophenfällen mit eigener Expertise bei der Bergung, Erstversorgung und Identifikation von Verstorbenen zu unterstützen. Durch die Unterstützung bei der Bergung, hygienischen Versorgung und Bestattung entlasten die ehrenamtlichen Helfer von Deathcare darüber hinaus Rettungs- und Hilfskräfte, die so mehr Kapazitäten für die Betreuung von Überlebenden und Angehörigen haben.

## Einsatzbereiche

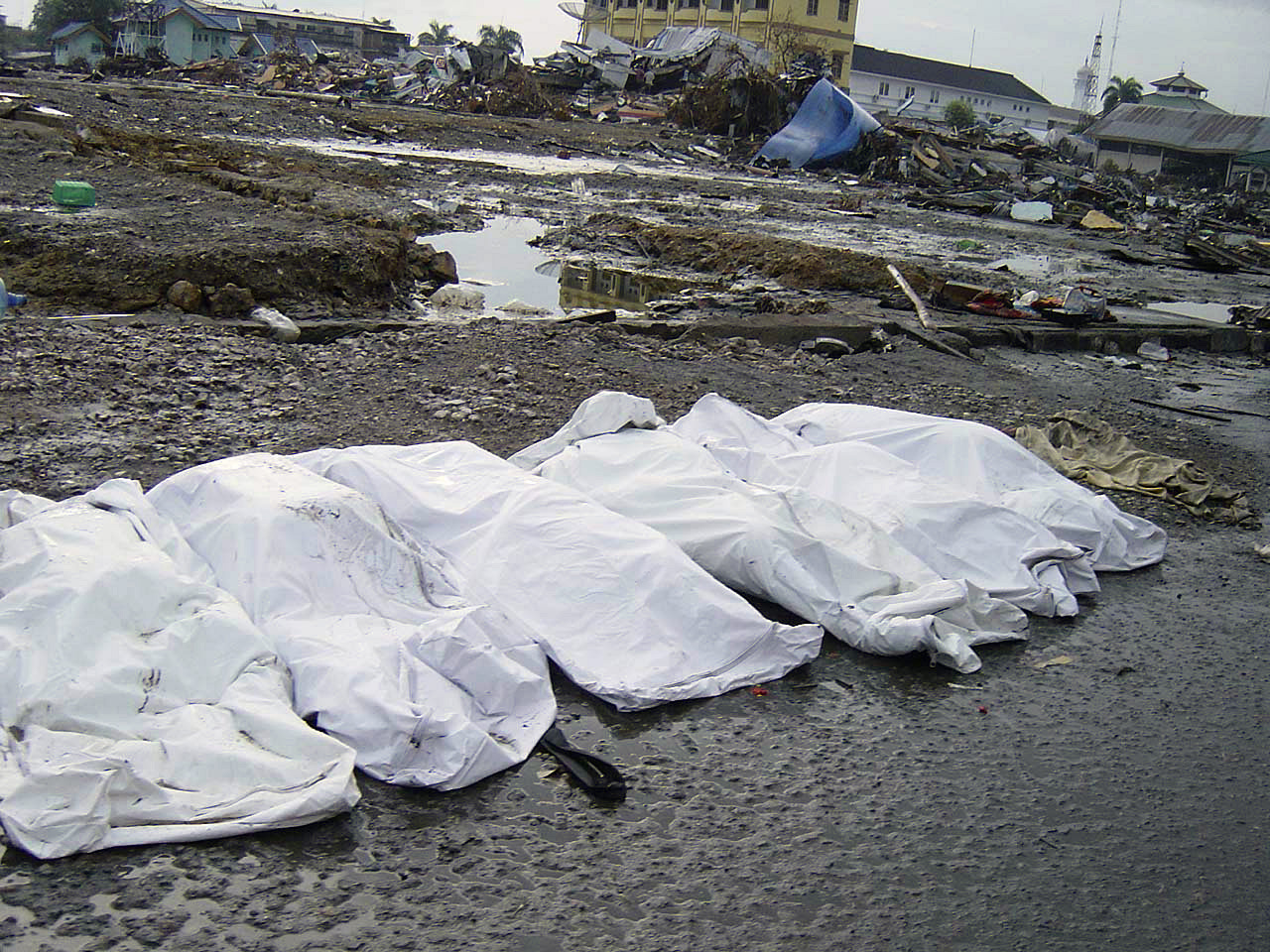
Tsunamiopfer am Strand von Banda Aceh, Indonesien. Die Bergung und Identifikation Verstorbener, zählt zu den Bereichen, in denen Deathcare tätig ist.

Eigenen Angaben zufolge behandelt die Hilfsorganisation in Deutschland zwischen 150 und 400 Verstorbene jährlich. Hier zählen auch Bergungen nach Überschwemmung durch Überspülungen von Friedhöfen zum Aufgabengebiet. Jedoch fehlen laut der Hilfsorganisation in Deutschland Strukturen, die dem Verein im Katastrophenfall die Zuständigkeit erteilen, sich temporär um Verstorbene zu kümmern. So habe der Verein beim Hochwasser in West- und Mitteleuropa im Jahr 2021 trotz Einsatzbereitschaft und erkennbarer Verfügbarkeit keine Hilfe leisten können, da die Regierung kein entsprechendes Mandat erteilte.
Die Helfer von Deathcare unterstützen Hilfs- und Rettungskräfte kostenfrei und zeitnah nach schwereren Unfällen sowie Naturkatastrophen oder, um die Ausbreitung von Pandemien oder Seuchen zu verhindern oder zu verlangsamen. Zu den Aufgaben, die in internationalen Katastrophengebieten übernommen werden zählt neben der fachmännisch durchgeführten Bergung von Toten auch deren hygienische Erstversorgung und die Identifikation von Toten mit Hilfe von forensischen Methoden, wie dem Abgleich von Fingerabdrücken. Helfer vor Ort können sich außerdem unterstützen und beraten lassen, wenn es um Hygiene, Aufbewahrung Verstorbener, deren Bestattung sowie Überführung geht.
Angehörigen hätten ohne die Arbeit von Deathcare oftmals keine Möglichkeit Abschied von ihren Verstorbenen zu nehmen und diese zu beerdigen, wie beim Einsatz in der Nähe von Kahramanmaraş, 2023.

## Finanzierung
Um ihre Einsatzbereitschaft im Ernstfall garantieren zu können, ist Deathcare auf Spenden angewiesen, um Geräte und Materialien zu finanzieren, sowie im Rahmen kommender Einsätze schnell einsatzbereit zu sein. Der Verein ist nach eigenem Kenntnisstand der Einzige seiner Art auf der Welt. Da Deathcare keine offiziellen Fördergelder erhält, übernahm die türkische Regierung für den Einsatz anlässlich des Erdbeben in der Türkei und Syrien (2023) die Flugkosten für die Helfer.

## Einsätze (Auswahl)
- Jiji-Erdbeben (Taiwan, 1999)[7]
- Erdbeben von Gölcük 1999 (Türkei, 1999)[8]
- Erdbeben im Indischen Ozean 2004 (mit Tsunami in Thailand und Indonesien)[2]
- Erdbeben in der Türkei und Syrien (Maraş, Türkei, 2023)[3][5]

## Auszeichnungen
- International Funeral Award, verliehen im Jahr 2015 durch den Bundesverband Deutscher Bestatter e.V. und das Kuratorium Deutsche Bestattungskultur[9][10]